# Cyphosterna quadrilineata
Cyphosterna quadrilineata là một loài bọ cánh cứng trong họ Cerambycidae.